# 어스 어게인
어스 어게인(Us Again)은 미국에서 제작된 자크 패리시 감독의 2021년 애니메이션, 가족 영화이다.
월트 디즈니 스튜디오스 모션 픽처스가 배급하였다. 일반적인 영화 제작 과정과는 달리 악보 및 작곡은 스토리보드와 애니메이션 작업 이전에 피나르 토프라크가 작업하였다.